# Orange Crate Art
Orange Crate Art es un álbum de estudio de los músicos estadounidenses Brian Wilson y Van Dyke Parks, publicado por la compañía discográfica Warner Bros. Records en octubre de 1995.

## Trasfondo
Durante los treinta años siguientes a su colaboración en el proyecto de The Beach Boys Smile, Parks y Wilson desarrollaron sendas carreras musicales en solitario. 
Según Parks: «El tema que da título al álbum es una canción bonita, y estaba determinado a ponerle letra. Lo primero que me vino a la mente fue "naranja". "Naranja", algo imposible con lo que rimar -es también problemático en otros sentidos- pero es también un totémico del sueño de California, y pensé que si había alguien que quería que lo cantase, sería Brian Wilson... Probablemente mi primera impresión de California fue una naranja. En Navidad o algo así alguna vez, fue algo muy especial de tener —una naranja— porque venían en tren... Fue para ensalzar el arte propagandista que trajo a California un sentido de la realidad; se hizo vendible con la idea de que California ofrecía un Jardín del Edén, una cesta de pan perpetua y una virtual Cornucopia. Pretende ser sonámbulo, pero realmente es un empunje a pensar en California en los términos de un amor perdido, de cosas que están desapareciendo y del potencial del espíritu humano».
En algún momento de 1992, Parks se acercó a un por entonces recluido Wilson para invitarle a grabar un álbum. Wilson se encontraba en medio de un alejamiento por orden judicial de su hasta entonces psiquiatra, que tuvo lugar como resultado de años de sobremedicación y de mala conducta. Según Parks: «La razón por la que le pregunté fue por cuidar de ese asunto pendiente, y para tratar de escapar de la tiranía del sentido de la historia que se había colocado sobre nuestro propio esfuerzo abortado, Smile. Cuando lo encontré, estaba solo en una habitación viendo la televisión. Estaba desconectado».
Según Carlin, autor del libro Catch a Wave: The Rise, the Fall and Redemption of Brian Wilson, Wilson interrumpió la primera sesión vocal del álbum preguntando a Parks: «Espera un minuto. ¿Qué estoy haciendo aquí?». Parks pulsó el botón para comunicarse desde la mesa de sonido con la sala de grabación y respondió: «Estás aquí porque no puedo soportar el sonido de mi propia voz». Wilson hizo una pausa, asintió con la cabeza y se acercó al micrófono diciendo: «Bueno, eso tiene sentido. Toma uno».
Aunque etiquetado y anticipado como una colaboración plena, Orange Crate Art incluyó principalmente composiciones de Parks, que cuentan con densos juegos de palabras y orquestación. Wilson, por su parte, solo contribuyó con la voz y con arreglos vocales. Parks también comentó que a pesar de su invitación, Wilson se había negado a contribuir con música al proyecto. A pesar de ello, se mostró dispuesto a grabar el álbum de Parks, determinado a hacer algo con lo que «pudiese vivir» durante diez años.

## Recepción
Orange Crate Art fue recibido con buenas expectativzas, pero tras su publicación obtuvo reseñas mixtas de la prensa musical y unas ventas inferiores a las estimadas, por lo que no entró en ninguna lista de discos más vendidos. En su crítica para Allmusic, Stephen Thomas Erlewine escribió: «El enfoque de Van Dyke Parks es intelectual, no instintivo, lo que significa que sus composiciones son demasiado trabajadas y sobreexcitadas. En lugar de hacer sus melodías pegadizas, Parks se asegura de que sean complejas, lo que significa que rara vez son memorables. Del mismo modo, sus letras son densas y cargadas de imágenes poéticas y metáforas, demasiado cerebrales para un álbum de pop. Por otra parte, Orange Crate Art no es un álbum de pop, es una obra de arte autoconsciente».
Parks declaró en repetidas ocasiones su decepción por la recepción de Orange Crate Art: «Tardamos tres años y gastamos 350 000 dólares. El disco salió y se hundió sin dejar rastro».

## Lista de canciones
Todas las canciones escritas y compuestas por Van Dyke Parks excepto donde se anota. 
| N.º | Título                          | Escritor(es)      | Duración |  |
| 1.  | «Orange Crate Art»              |                   | 3:00     |  |
| 2.  | «Sail Away»                     |                   | 5:15     |  |
| 3.  | «My Hobo Heart»                 | Michael Hazelwood | 3:16     |  |
| 4.  | «Wings Of A Dove»               |                   | 3:07     |  |
| 5.  | «Palm Tree And Moon»            |                   | 4:07     |  |
| 6.  | «Summer In Monterey»            | Michael Hazelwood | 4:14     |  |
| 7.  | «San Francisco»                 |                   | 4:28     |  |
| 8.  | «Hold Back Time»                |                   | 3:39     |  |
| 9.  | «My Jeanine»                    |                   | 3:13     |  |
| 10. | «Movies Is Magic»               |                   | 3:54     |  |
| 11. | «This Town Goes Down At Sunset» | Michael Hazelwood | 3:21     |  |
| 12. | «Lullaby»                       | George Gershwin   | 6:06     |  |